# سینمای بحرین
سینمای بحرین، سینمای کوچکی است. تاکنون فیلم‌های کوتاه بسیاری توسط فیلمسازان مستقل بحرینی و ۵ فیلم دربارهٔ تاریخ بحرین ساخته شده‌است. تعدادی سالن سینما در بحرین وجود دارند که فیلم‌های هندی، هالیوودی و عربی را اکران می‌کنند.

## پیشینه
ورود سینما به بحرین به سال ۱۹۲۲ بر می‌گردد. یک تاجر بحرینی اهل منامه به نام محمود ال‌ساتی اولین پروژکتور نمایش فیلم را به این شهر وارد کرد. در اواخر دهه ۳۰ برای خارجی‌های مقیم این کشور یک سالن سینما رسما افتتاح شد. متولی این سینما عبدالله الزید با نمایش فیلم‌های سینمایی عربی عملا نقش بسزایی در شناساندن سینما به مردم این شهر ایفا نمود.
با تاسیس یک مرکز سینمایی کوچک به نام شرکت تولید فیلم بحرین در سال ۱۹۸۰ اولین گام برای ساخت تولیدات کوچک برداشته شد. سرانه تولید فیلم در این کشور ۵ اثر است که عمدتا فیلم‌های مستند می‌باشند.
در حال حاضر حدود ۴۴ سالن سینمای مجهز در بحرین وجود دارد که عمدتا فیلم‌های هندی؛ عربی و آثار مربوط به سینمای آمریکا را نمایش می‌دهند.
مخاطبین سینما در بحرین سالیانه حدود ۲ میلیون نفر برآورد شده‌است. حدود ۲ دهه است که جغرافیای بیابانی بحرین محل تولید چند فیلم سینمایی از کشورهای اطراف بوده‌است. همچنین یک اثر مشترک محصول سینمای دانمارک و افغانستان به نام عضلات افغانی محصول ۲۰۰۶ در این کشور ساخته شده‌است.
مهمترین اثر بومی ساخته شده در این کشور افسانه بحرین ( به عربی: حکایة بحرینیة) ساخته بسام الذوادی محصول ۲۰۰۷ است.

## فهرست فیلم‌های فیلمبرداری شده در بحرین
- بیگانه - ۲۰۰۱
- عضلات افغانی - ۲۰۰۶
- سینما ۵۰۰ کیلومتر - ۲۰۰۶
- نیلاوو - ۲۰۱۰

## فهرست فیلمسازان بحرینی
- خلیفه شاهین
- زیشان جاوید شاه
- محمد بوعلی
- بسام الذوادی